# 1-я дивизия (Литва)
1-я дивизия (лит. Pirmoji divizija) — тактическое соединение сухопутных войск Литвы.
Управление и штаб дивизии располагаются в городе Рукла Йонавского района. Состоит из трёх пехотных бригад, и частей дивизионного подчинения.

## История
1-я дивизия является прямым продолжением 1-й Литовской дивизии Великого княжества Литовского.

### 1-я Литовская дивизия Великого княжества Литовского (1775 — 1795)
Дивизия была сформирована в 1775 году по решению ординарного сейма Речи Посполитой. В ходе военной реформы 1775–1776 годов пять отдельных кавалерийских (гусарских и петигорских) хоругвей были объединены в бригады национальной кавалерии, а вся армия Великого княжества Литовского – разделена на две дивизии. В это же время армия Польши состояла из четырех дивизий. Дивизия была эквивалентна современному военному округу.
Первым командиром Первой Литовской дивизии был назначен великий стражник литовский (1776–1789), староста Стшалковский и Богиньский, генерал-лейтенант Юзеф Юдицкий.

#### Командиры дивизии
- Адам Казимир Чарторыйский (номинальный командир, покровитель, шеф);

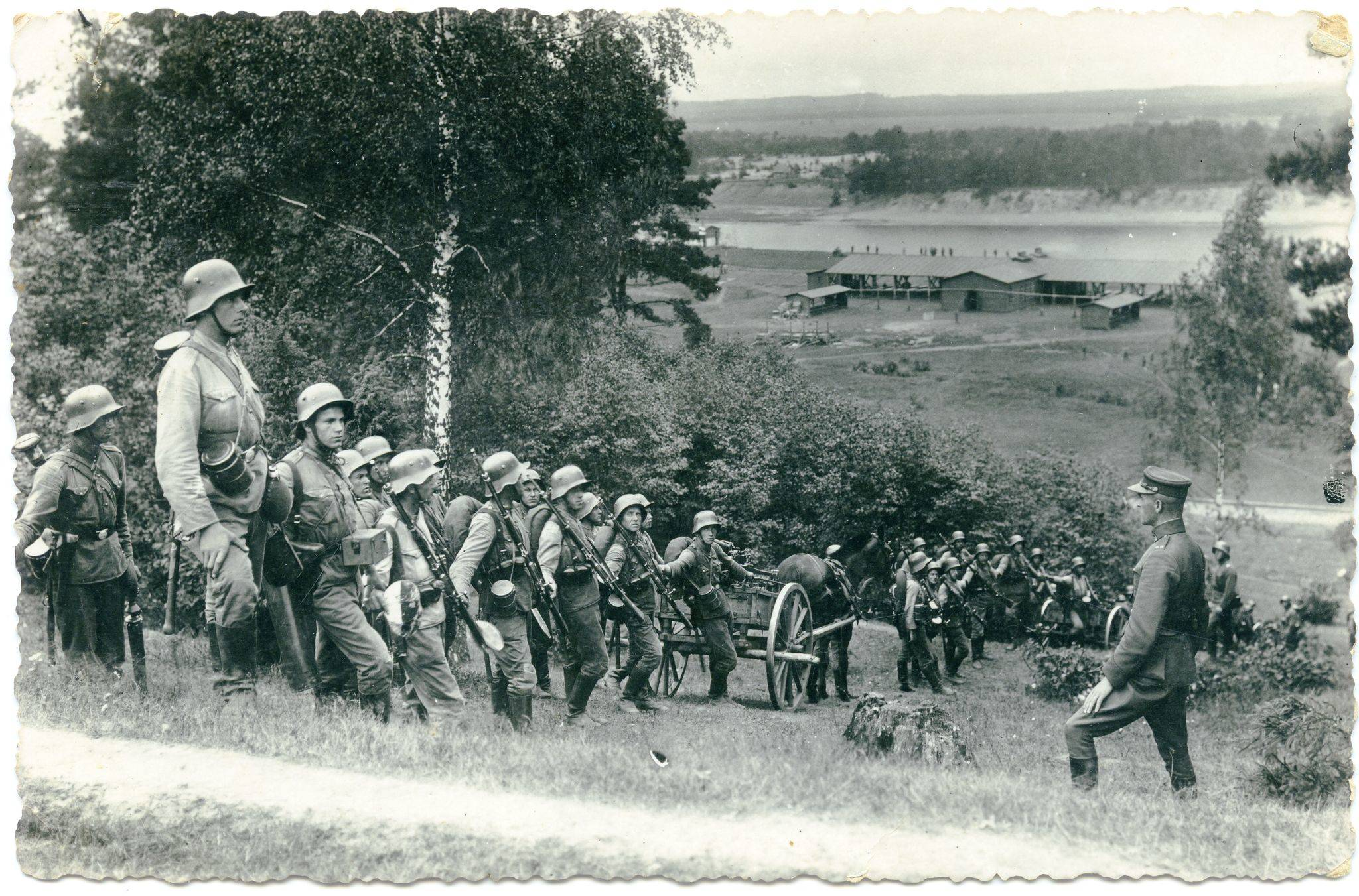
1-й пехотный полк «Великий князь Литовский Гедимин» 1-й дивизии на учениях. 1932 год

- Юзеф Юдицкий;
- Михаил Георгий Грабовский.

### 1-я дивизия (1920 — 1923, 1931 — 1940)
После восстановления независимости Литвы в 1918 году была возрождена и Войско Литовское, состоявшее из полков, которые в 1919 году были объединены в бригады. В 1920 году на основе одной из бригад была сформирована 1-я дивизия, сыгравшая важную роль в борьбе за независимость.
С началом Второй мировой войны в 1939 году Первая дивизия была мобилизована для защиты границ Литвы и обеспечения безопасности Вильнюса и других территорий.

### 1-я дивизия (2025 — н.в.)
После восстановления Литовской армии в 1990 году, как и в период борьбы за независимость, первой была сформирована бригада «Железный волк», а затем и вторая – «Жемайтия».
Поскольку командование армии было сосредоточено на применении войск преимущественно в экспедиционных операциях, сухопутные силы состояли из соединений бригадного уровня. Однако, в ответ на изменения в региональной безопасности, вызванные полномасштабным вторжением Российской Федерации на Украину, Литва представила соответствующие планы на саммите НАТО в Вильнюсе. По итогам встречи было объявлено, что военное руководство страны нацелено на создание собственной национальной дивизии к 2030 году.
28 января 2025 года в Рукле была восстановлена 1-я дивизия Литовской армии.

#### Командиры дивизии
- Бригадный генерал Аурелиюс Аласаускас (2025 г.)

## Состав
1-я дивизия (Pirmoji divizija)
- Штаб дивизии (Divizijos štabas)
  -  Пехотная бригада «Железный волк» (Pėstininkų brigada "Geležinis Vilkas")
    - Штаб бригады и роты поддержки (Brigados štabas ir paramos kuopos)
      -  Танковый батальон (Tankų batalionas), на стадии формирования (будет оснащён Leopard 2A8).
      -  Уланский батальон Великой княгини Бируте (Lietuvos didžiosios kunigaikštienės Birutės ulonų batalionas), будет переоснащён CV90.
      -  Пехотный батальон Великого князя Литовского Альгирдаса (Lietuvos didžiojo kunigaikščio Algirdo pėstininkų batalionas), будет переоснащён CV90.
      -  Батальон логистики Генерала-лейтенанта Якубаса Ясинскиса (Generolo leitenanto Jokūbo Jasinskio logistikos batalionas)

  -  Пехотная бригада «Аукштайтия» (Pėstininkų brigada "Aukštaitija")
    - Штаб бригады и роты поддержки (Brigados štabas ir paramos kuopos)
      -  Гусарский батальон Короля Миндаугаса (Karaliaus Mindaugo husarų batalionas), будет переоснащён Vilkas.
      -  Пехотный батальон Князя Вайдотаса (Kunigaikščio Vaidoto pėstininkų batalionas), будет переоснащён Vilkas.
      -  3-й пехотный батальон (Trečiasis pėstininkų batalionas), на стадии формирования также будет оснащён Vilkas.
      -  Батальон логистики бригады «Аукштайтия» (PB "Aukštaitija" logistikos batalionas), на стадии формирования.

  -  Пехотная бригада «Жемайтия» Великого гетмана литовского Яна Кароля Ходкевича (LDE JK Chodkevičiaus pėstininkų brigada "Žemaitija")
    - Штаб бригады и роты поддержки (Brigados štabas ir paramos kuopos)
      -  Драгунский батальон Великого князя Литовского Бутигейдиса (Lietuvos didžiojo kunigaikščio Butigeidžio dragūnų batalionas), оснащён JLTV.
      -  Пехотный батальон Великого князя Литовского Кястутиса (Lietuvos didžiojo kunigaikščio Kęstučio pėstininkų batalionas), оснащён JLTV.
      -  Пехотный батальон Князя Маргириса (Kunigaikščio Margirio pėstininkų batalionas), оснащён JLTV.
      -  Батальон логистики бригады «Жемайтия» (PB "Žemaitija" logistikos batalionas), на стадии формирования

  -  Инженерный полк Полковника Юозаса Виткуса (Pulkininko Juozo Vitkaus inžinerijos pulkas)
    - Штаб полка и рота обеспечения (Pulko štabas ir paramos kuopa)
      -  1-я рота инженерно-сапёрной поддержки (Trečioji inžinerinės paramos kuopa)
      -  2-я рота инженерно-сапёрной поддержки (Antroji inžinerinės paramos kuopa)
      -  3-я рота инженерно-сапёрной поддержки (Trečioji inžinerinės paramos kuopa)
      -  4-я рота инженерно-сапёрной поддержки (Ketvirtoji inžinerinės paramos kuopa)
      -  Резервная инженерная рота (Rezervinė inžinerijos kuopa)

  -  Дивизионный артиллерийский полк (Artilerijos pulkas)
    - Штаб полка и батареи поддержки (Pulko štabas ir paramos baterijos)
      -  Артиллерийский батальон Генерала Ромуалдаса Гедрайтиса (Generolo Romualdo Gedraičio artilerijos batalionas)
      -  Артиллерийский батальон Бригадного генерала Мотеюса Печюлёниса (Brigados generolo Motiejaus Pečiulionio artilerijos batalionas)
      -  Батальон самоходной артиллерии (Savaeigės artilerijos batalionas), на стадии формирования
      -  Батальон ракетной артиллерии (Salvinės artilerijos batalionas), на стадии формирования

  -  Обеспечение дивизии (Divizijos logistika)
    -  Батальон транспорта (Transportavimo batalionas), на стадии формирования
    -  Батальон тылового обеспечения (Logistinio aprūpinimo batalionas), на стадии формирования
    -  Медицинский батальон (Medicininės paramos batalionas), на стадии формирования

  -  Батальон разведки (Žvalgybos batalionas), на стадии формирования
  -  Батальон связи (Ryšių batalionas), на стадии формирования
  -  Батальон военной полиции (Karo policijos batalionas), на стадии формирования